# Redcap
Redcap je mitološko biće iz engleske mitologije.

## Opis i ponašanje
Izgleda kao "kratki, stari starac s dugim istaknutim zubima, mršavi prstima naoružanih s talonima poput orlova, velikih očiju vatrene crvene boje, grimizne kose koja mu slijeva niz ramena, željezne čizme, pikestaff u lijevoj ruci i crvenu kapu na glavi. Kad se putnici skloniše u njegovu brvnaru, bacit će im ogromne kamenje i, ako ih ubije, potapat će kapu u krvi, dajući mu grimiznu nijansu, on može biti odbačen ponavljanjem riječi Pisma ili podizanjem križa, a zatim će izustiti tužan vikati i nestati u plamenu, ostavljajući iza sebe veliki zub na mjestu gdje je zadnji put viđen. Ostalo od tih mjera, ljudska snaga će učiniti vrlo malo u prevladavanju njega. 
Prema 19. stoljeću folklorist William Henderson, razlikuje duntera i powrieja od redcapa. Poput redkapa, nastanjuje stare utvrde, tvrđave i kule, ali njihova je glavna djelatnost stvaranje buke poput udaranja lana ili mljevenja ječma u šupljoj klupi. Ako ovaj zvuk nastavi duže ili glasnije nego inače, smatra se znakom smrti ili nesreće. Popularna tradicija navodi da su ovi granični dvorci sagradili Pigeci koji su krvlju temeljili kamenje u ljudskoj krvi što je često rezultiralo takvim progonstvima. Prijedlog je da su dunters i redcaps svibanj biti duhovi izvorne žrtve temelja.

## Varijante
Priča o redkapsu u Perthshireu opisuje ga kao benignijeg malog čovjeka koji živi u sobi visoko u dvorcu Grantully. Daruje sreću onima koji ga vide ili čuju.
Kabouter (Kaboutermannekins), ili redcaps nizozemskog folklora, također su vrlo različiti i sličniji brownies.
Ruševnost Blackett tornja, granične tvrđave koja je u vlasništvu obitelji Bell u župi Kirkpatrick-Fleming u Dumfriesshireu, proždirala je tradicionalni duh pod nazivom Old Red Cap ili Bloody Bell. Opis kule i duh je dao William Scott Irving u pjesmi "Fair Helen", u kojem "grozan fantom" drži krvav bodež ispod crvenog istočnog mjeseca.
Termin redcap također se koristi u općenitijem smislu. Na primjer, u selu Zennor u Cornwallu vile su često bile nazvane "crvenim kapama" (uključujući i dobronamjernije trube vile) zbog svoje sklonosti za zelenu odjeću i crvene kape. [9] Ovo obilježje je pokazao izvadak iz pjesme "The Fairies" od strane irskog pjesnika William Allingham: Wee folk, dobri narod / vojnici sve zajedno / Green jakna, crvena kapa i bijele ptice sove.

## Robin Redcap i William de Soulis
Redkaps poznatog lorda Williama de Soulisa, zvanog Robin Redcap, navodno je izazvao veliku štetu i propast u zemljama njegovog gospodara, dvorcu Hermitage. U konačnici, William je (prema legendi) preuzeo Ninestane Rig, kameni krug u blizini dvorca, zatim umotan u olovo i kuhan do smrti. U stvarnosti, William de Soulis bio je zarobljen u Dumbarton dvorcu i umro tamo, nakon što je priznao sudjelovanje u zavjeri protiv Roberta Brucea 1320. godine.
Sir Walter Scott u The Minstrelsy of the Scottish Border zapisuje baladu koju je napisao John Leyden pod naslovom "Lord Soulis" u kojem je Redcap dao svoju majstorsku sigurnost od oružja i života u prsima zaštićenim s tri jaka jarbola. Scott navodi da je Redcap klasa duhova koja progoni stare dvorce i da svaka ruševna kula na jugu Škotske trebala imati jedan od tih duhova koji žive u njoj. Robin Redcap ne smije se miješati s nestašnim hobgoblinom poznatim kao Robin Roundcap istočno-jorkširskog folklora.

## Vanjske poveznice
- Čarobni likovi dobre stare Engleske. Koje su crvene i smeđe  Arhivirana inačica izvorne stranice od 31. prosinca 2017. (Wayback Machine), Trenutačni savjet, 19. listopada 2017.